# Турецкий ковёр

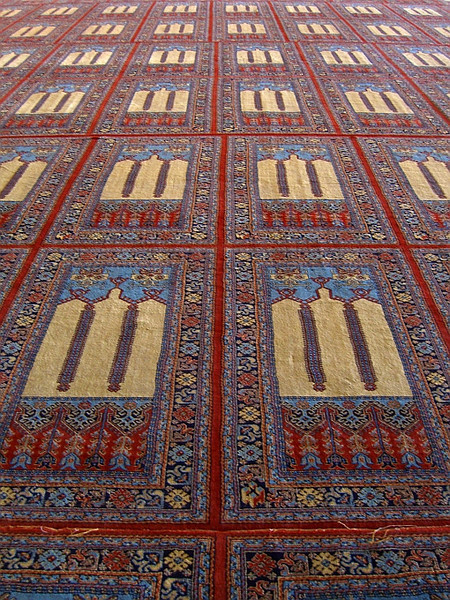
Голубая мечеть, Стамбул, 2006 г.

Турецкие ковры (тур. Türk halısı) — одно из самых известных ремесел, с древней историей и традициями, которые занимают особое место в культурном наследии Турции.

## История
Первое упоминание о турецких коврах известное с XIII века. По утверждению известного путешественника Марко Поло, в городе Конья, которое долгое время был центром турецкого ковроткачества, изготавливались самые лучшие ковры. В XIV веке они назывались «смирнские» за то, что вывозились из порта Смирны. Изготавливались в Анатолии (современная азиатская территория Турции).
Известно, что на турецкое ковроткачество повлияла Греция, в которой на то время также занимались этим ремеслом. Известно, что во времена правления Османской империи, несколько турецких племён решили поселиться на берегу Мраморного моря в 60 километрах от Стамбула. Впоследствии поселение получило название Хереке (тур. Hereke). На том месте и была образована первая придворная ковровая мастерская, в которой создавались ковры необычно больших размеров для украшения Османских дворцов.

## Технология изготовления ковров
Тысячи цветов и мотивов, отражённых на ткани берут своё начало ещё от турецких племен и народов. В символике и значениях мотивов отражаются культурные и экономические ценности того периода. Время создания и исполнителя можно определить по материалу и способу изготовления красителя. Таким образом, турецкие ковры могут быть полезными для изучения антропологии, этнологии и этнографии периодов, к которым они принадлежали, а также общих технических и экономических особенностей. Характерными для отделки являются орнаменты на растительные мотивы, такие как цветки тюльпана или плоды граната. Для фона использовали красный, синий и кремовый цвета. Люди и животные не изображаются, поскольку этого не позволяет Коран.
Существуют ворсовые и безворсовые ковры. Ворсовые создаются способом вязки узлов, в свою очередь безворсовые пересечением вертикальной и горизонтальной нити.
Обычно в Турции ковры изготавливаются из шерсти или хлопка, но возможно встретить и изделия из шёлка, то есть только из натуральных материалов.
Также турецкие ковры различаются по региону их изготовления (бергамский ковёр).